# Ampataka
Ampataka is een plaats en commune in het zuiden van Madagaskar, behorend tot het district Vangaindrano, dat gelegen is in de regio Atsimo-Atsinanana. Tijdens een volkstelling in 2001 telde de plaats 19.063 inwoners.
De plaats biedt enkel lager onderwijs aan. 93% van de bevolking werkt als landbouwer, ook werkt 1% in de veeteelt. De belangrijkste landbouwproducten zijn cassave en koffie; andere belangrijke producten zijn peper en rijst. Verder is 5 % actief in de dienstensector en werkt 1% in de industrie.